# Muriel Balash
Muriel Balash ist eine US-amerikanische Dokumentarfilmerin, Filmeditorin und Theaterschauspielerin.

## Leben
Muriel Balash begann ihre Karriere als Theaterschauspielerin am Borsch Circuit zusammen mit Elia Kazan und Shelley Winters. Es folgten Rollen am Greenwich Mews Theater. Sie begann Regie zu führen, kam dann aber zum Schnitt und arbeitete als Editor für die Fernsehserien Camera Three und Great Performances.
1982 drehte sie den Dokumentarfilm A Portrait of Giselle. Der Film wurde bei der Oscarverleihung 1983 für einen Oscar in der Kategorie Bester Dokumentarfilm nominiert.
Sie gehört der Directors Guild of America seit 1982 an. Sie war fünf Amtszeiten lang stellvertretendes Mitglied und vier Amtszeiten lang Mitglied des Rates. Von 1987 bis 1989 war sie auch stellvertretendes Mitglied des Nationalen Ausschusses.